# M. Justbrug
De M. Justbrug (brug 803) is een vaste brug in Amsterdam-Zuid.
De brug is gelegen in de Van Nijenrodeweg in Buitenveldert. Ze overspant een water dat parallel loopt met de Van der Boechorststraat. De ongeveer 35 meter brede verkeersbrug dateert uit 1961. Het is een zogenaamde duikerbrug, een brug over een duiker in de vorm van een betonnen koker van vier meter breed (invaart acht meter); de gracht is 25 meter breed.
De brug kent in 2018 allemaal geschieden verkeersstromen. Over de brug liggen  van noord naar zuid een voetpad, een fietspad, een bermpje, een rijstrook (alle westwaarts), een brede middenberm, een rijstrook, bermpje, een fietspad en voetpad (oostwaarts). Op de originele bouwtekening ontbrak de middenberm nog. Het geheel wordt gedragen door een paalfundering van voorgespannen betonpalen. De brug gaat vergezeld van een terrasje aan het water met zitbankjes op de noordwestpunt. Het terrasje heeft drie zitbankjes, die in de ontwerptekening zijn meegenomen.
De brug is ontworpen door Peter Pennink, destijds in dienst dan wel werkend voor de Dienst der Publieke Werken. Hij paste als bekleding van de brede landhoofden groengrijze gneis breuksteen toe.
De brug werd in april 2013 vernoemd naar de in 2010 overleden opperrabbijn Meir Just, die een standplaats had in de synagoge aan het Jacob Obrechtplein. Bij de naamgeving waren de kleinzoon van Just aanwezig en ook de ambassadeur van Israël, Haim Divon. Meir Just wandelde vaak over de brug tussen zijn huis aan Soetendaal en Van der Boechorststraat 26, alwaar sinds de jaren zeventig een Joods Cultuteel Centrum gevestigd was.

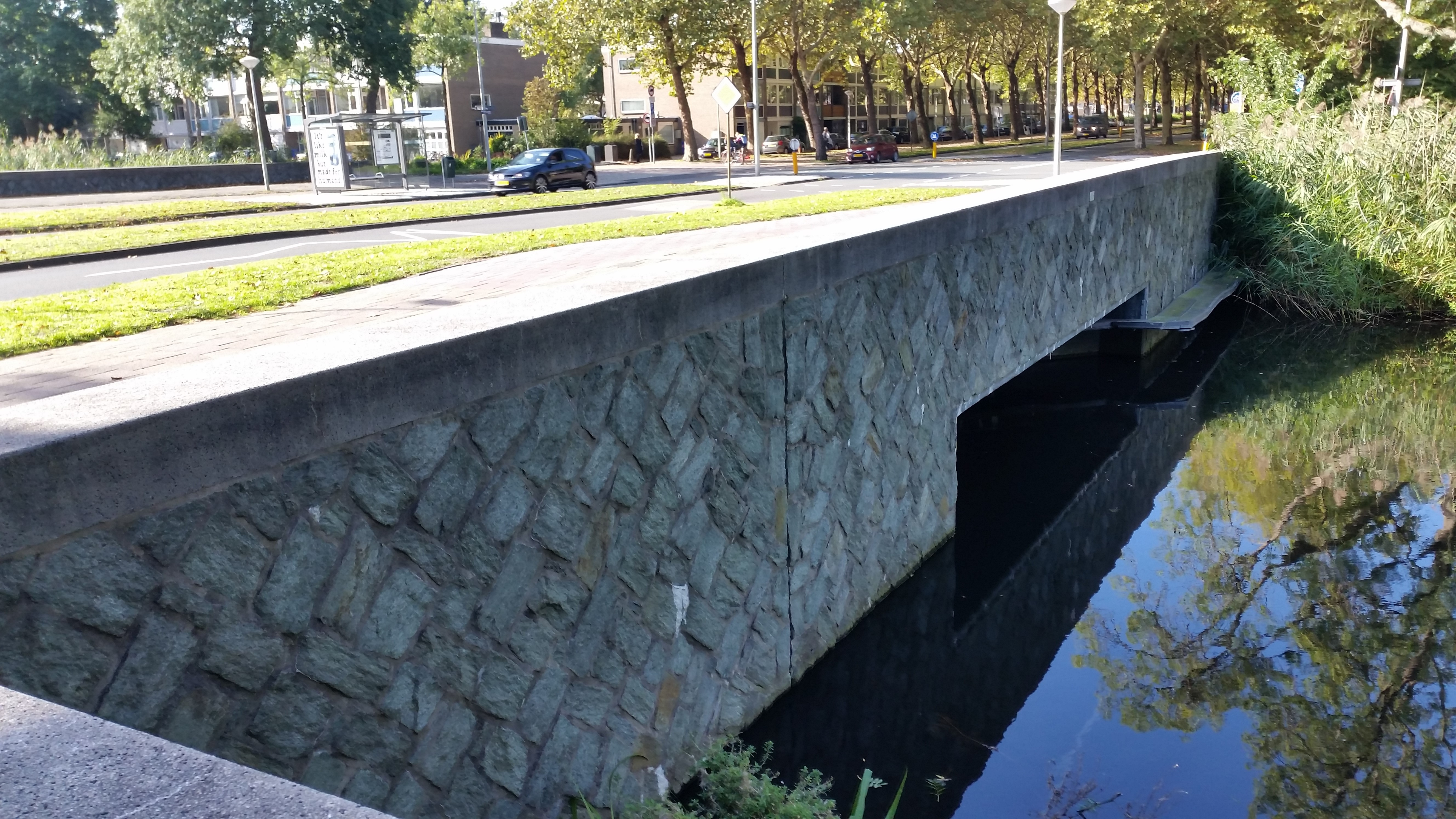
Zijaanzicht van brug 803 (oktober 2018)

<<< · 801 · 802 · 803 · 804 · 805 · 808 · 811 · 812 · 813 · 814 · 815 · 816 · 817 · 818 · 819 · 820 · 821 · 822 · 823 · 824 · 825 · 826 · 827 · 828 · 829 · 830 · 831 · 832 · 833 · 834 · 835 · 836 · 837 · 838 · 839 · 840 · 841 · 842 · 844 · 845 · 846 · 848 · 849 · 850 ·  854 · 856 · 857 · 858 · 859 · 860 · 863 · 864 · 865 · 866 · 867 · 868 · 869 · 870 · 871 · 872 · 873 · 875 · 876 · 877 · 889 · 890 · 891 · 892 · 893 · 895 · 896 · 897 · 898 · 899 · >>>
Brugnummers 800, 806, 807, 809, 810, 843 (gesloopt, Uilenstede, Amstelveen), 847 (Uilenstede, Amstelveen) , 851 (gesloopt, Dirk Sterenberg), 852 (gesloopt, Dirk Sterenberg), 853 (gesloopt, Dirk Sterenberg), 855, 861, 862, 874, 878, 879, 880, 881, 882, 883, 884, 885, 886, 887, 888, 894 zijn niet (meer) vergeven.